# How You Like Me Now?
『How You Like Me Now?』（ハウ・ユー・ライク・ミー・ナウ）は、m-floの8thシングル。

## 解説
- 2000年7月中旬から放送されていたTDK "d-movin'"のCMタイアップ曲で、☆Takuが「m-floの原点に戻った」と語った楽曲。
- 『EXPO EXPO』(2001年) とベストアルバム『The Intergalactic Collection 〜ギャラコレ〜』 (2003年) に収録されているバージョンは、"Album Version" などとはされていないが、アカペラのラップによるHookで始まるという違いがある。
- この楽曲の他のバージョンとして、「How You Like Me Now? [V.I.P. REMIX]」(「orbit-3」)、「How You Like Me Now?」(ライブ・バージョン、『m-flo tour 2001 "EXPO EXPO"』)、「How You Like Me Now? [Edwards Radio FLO Remix (FULL RAP)] by Todd Edwards」（『EXPO防衛ロボット GRAN SONIK』）、「How You Like Me Now? (Live Version)」（m-flo loves LISA。『m-flo TOUR 2005 BEAT SPACE NINE at 日本武道館 iTunes only edition』）がある。

## 収録曲
1. How You Like Me Now? - TDK Digital Audio CM ソング
2. Brain-Spill [Original Full Length Version]
3. been so long [Live Version]
4. How You Like Me Now? [Radio Edit]
5. How You Like Me Now? [Instrumental]

## カバー
- IMALU feat.WISE（2011年、アルバム『m-flo TRIBUTE 〜stitch the future and past〜』）